# Cvjetno naselje
Cvjetno naselje je zagrebačko gradsko naselje koje se nalazi na južnom dijelu grada, sjeverno od rijeke Save. Nalazi se na jugozapadnom dijelu Trnja. Na istoku graniči sa Starim Trnjem, na zapadu s Knežijom, na sjeveru s Vrbikom i Trnjem, te na jugu sa zapadnim dijelom Novog Zagreba, točnije s Kajzericom. Iz stambenih zgrada pruža predivan pogled na Zagrebački velesajam, hipodrom i zapadne dijelove Novog Zagreba. U kvartu se nalazi sjedište Hrvatske radiotelevizije, popularan je po urbanim vilama, zelenilom, Boćarskim domom koji se nalazi na Prisavlju itd. Poštanski broj kvarta je 10000.

## Zemljopisne osobine
Cvjetno naselje je omeđeno je s juga rijekom Savom, sa zapada Savskom ulicom, sa sjevera Slavonskom avenijom te s istoka HRT-ovim kompleksom.

## Povijest naselja
Širok pojas uz rijeku Savu, na kojem se danas nalazi Cvjetno naselje, držan je prije Drugog svjetskog rata potpuno neprikladnim za ljudsko stanovanje, prvestveno zbog stalnih poplava. U to vrijeme Sava uopće nije bila regulirana, nitu su postojali nikakvi nasipi, teren uz Savu bio je prirodan, pun zaostalih rukavaca, jezera, naplavnih šumaraka i uvira brojnih otvorenih potoka. Taj teren koristila je jedino vojska kao poligon za svoje vježbe. Svakodnevno su išli Selskom cestom na vježbe iz vojarni na Črnomercu. Naglim rastom stanovništva Zagreba, nakon Prvog svjetskog rata Zagreb se približio Savi, a tad je izgrađen i prvi nasip uz Savu. Pojavili su se prvi korisnici, Gradski rasadnik i bugarije (povrtnjaci).
Tada je 1939. arhitekt Vlado Antolić urbanistički osmislio Cvjetno naselje, prvo plansko uz rijeku Savu. Cvjetno naselje je jedno od rijetkih zagrebačkih naselja visokokvalitetnih obiteljskih kuća, urbanistički osmišljeno, s pravokutnim rasporedom ulica i pravokutnim parcelama. Naselje je građeno skoro do 1970-ih, većina naselja bila je gotova do polovine 1960-ih. 
Vremenom – od druge polovine 1950-ih, naselje je na istočnom dijelu dobilo niz od šest stambenih zgrada, koje je projektirao Stjepan Planić, dvije stambene zgrade koje je projektirao biro Tučkorić, te šest montažnih stambenih zgrada dodatih 1960-ih. U kvartu je podignuta i osnovna škola 1960-ih (projektant Zlatko Neumann) i vrlo mala zgrada mjesne zajednice i puno zelenila koje nije samo u okviru privatnih parcela nego ima puno malih javnih parkova.
- Cvjetno naselje je rješenjem Ministarstva kulture, Uprave za zaštitu kulturne baštine od 24. svibnja 2004. godine proglašeno povijesnom cjelinom Cvjetno naselje u Zagrebu te ima svojstvo kulturnog dobra.[1]

- U novije doba, od 1990., Cvjetno naselje se ubrzano uništava, što samovoljnim dogradnjama samih vlasnika kuća, podizanjem neplaniranih katova, što kojekakvim objektima i kvazi nadstrešnicama. Uništavanje izvornog izgleda naselja naglašava i urbanistički neosmišljena i predimenzionirana okolna izgradnja.

## Vanjske poveznice
- Cvjetno naselje na portalu moj kvart
- Zagrebački salon, Na Cvjetnom naselju u potrazi za etikom  Arhivirana inačica izvorne stranice od 23. lipnja 2007. (Wayback Machine)
- Cvjetno naselje na smotanom blogu
- Cvjetno naselje izložba u galeriji Modular